# Bijnor (miasto)
Bijnor (hindi बिजनौर) – miasto w północnych Indiach w stanie Uttar Pradesh, na Nizinie Hindustańskiej.
Populacja miasta w 2001 roku wynosiła 79 368 mieszkańców.